# Walter Polenz
Walter Polenz (ur. 18 grudnia 1906 w Kwidzynie, zm. ?) – zbrodniarz nazistowski, członek załogi niemieckiego obozu koncentracyjnego Auschwitz-Birkenau i SS-Hauptsturmführer. Z zawodu monter maszyn. 
Członek SS o nr identyfikacyjnym 85132. Od czerwca 1943 do stycznia 1945 sprawował stanowisko zastępcy kierownika administracji obozowej (Wydział IV) w Auschwitz-Birkenau. O jego powojennych losach nic nie wiadomo.